# A Little Hero
A Little Hero é um filme de comédia curto dos Estados Unidos de 1913, com Mabel Normand e Harold Lloyd, dirigido por George O. Nichols e produzido por Mack Sennett.